# Аль-Рашиди, Абдулла
Абдулла Аль-Рашиди (араб. عبدالله الرشيدي‎; 21 августа 1963 года, Эль-Кувейт) — кувейтский стрелок, выступающий в дисциплине скит, участник семи Олимпиад (1996—2020). Трёхкратный чемпион мира, шестикратный чемпион Азии. Двукратный бронзовый призёр олимпийских игр (2016 и 2020).

## Биография
Профессионально заниматься стрельбой Аль-Рашиди начал в 1989 году. В 1995 году он одержал первую победу на этапе Кубка мира по стрельбе, а также впервые в карьере стал чемпионом Азии в ските, первенствовав на соревнованиях в Джакарте. Тогда же выиграл чемпионат мира в ските.
В 1996 году дебютировал на Олимпийских играх, где занял весьма скромное 42-е место. В 1997 и 1998 годах дважды становился чемпионом мира, выигрывая соревнования в Лиме и Барселоне.
За свою карьеру принял участие в пяти Олимпиадах. Лучшими результатами кувейтского стрелка на Играх являются два девятых места в Афинах и Пекине.
В 2013 и 2014 годах Аль-Рашиди выиграл два этапа Кубка мира и стал призёром финала Кубка мира. После этого он заявил о желании принять участие в своей шестой в карьере Олимпиаде.

## Статистика выступлений на Олимпийских играх
| Дисциплина | Игры                | Место | Результат |
| Скит       | Атланта 1996        | 42    | 115       |
| Скит       | Сидней 2000         | 14    | 121       |
| Скит       | Афины 2004          | 9     | 121       |
| Скит       | Пекин 2008          | 9     | 118       |
| Скит       | Лондон 2012         | 21    |           |
| Скит       | Рио-де-Жанейро 2016 | 3     |           |
| Скит       | Токио 2020          | 3     |           |